# Anne Bracegirdle
Anne Bracegirdle (* 1673 in Northamptonshire; †  12. September 1748 in London) war eine englische Schauspielerin.

## Jugend
Anne Bracegirdle wurde als Tochter von Justinian Bracegirdle und Martha Furniss in Northamptonshire geboren und am 15. November 1671 in Northampton getauft. Ein wenig im Widerspruch dazu steht die Inschrift auf ihrem Grabstein, welche ein Alter von 85 ausweist, womit sie aber schon um 1663 geboren wäre. Sie wurde vermutlich von dem Schauspielerehepaar Betterton (Thomas und Mary) aufgezogen, und es wird spekuliert, ob sie das „little girl“ sei, welches vor 1688 einige Male auf den Theaterplakaten der Duke’s Company angekündigt wurde, bei der Thomas Betterton einer der führenden Darsteller war. So soll sie erstmals 1680 in dem Stück The Orphan (von Thomas Otway) auf der Bühne des Dorset Garden Theatres gestanden haben. Aus dem Grund nimmt der  Garrick Club 1673 als ihr richtiges Geburtsjahr an.

## Karriere
Ihr Name tauchte das erste Mal 1688 in den Aufzeichnungen des Lord Chamberlain auf, wo sie als Mitglied der Theatergruppe United Company (dem Zusammenschluss der Duke’s Company mit der King’s Company) aufgeführt wurde und einige ihrer Rollen der folgenden Jahre sind in Form erhaltener, handgeschriebener Besetzungslisten überliefert. Demnach spielte sie 1688 die Lucia in Thomas Shadwells „Squire of Alsatia“; 1689 die in Männerkleidung kämpfende indianische Prinzessin Semernia in Aphra Behns The Widow Ranter – Hosenrollen übernahm sie in wiederkehrend auch in anderen Stücken – und 1690 Lady Anne in Shakespeares Richard III. sowie die Desdemona in Othello.
1693 übernahm sie erstmals eine Rolle in einer Komödie. Sie spielte die Araminta in „The Old Bachelor“ (von William Congreve). Mit Congreves Werken hatte sie fortan öfter zu tun. 1695 verließ sie die United Company und formte unter Bettertons Leitung und anderen Abtrünnigen ein neues Ensemble. Im Lincoln’s Inn Fields Theatre spielte sie zur Eröffnung die Angelica in dem Congreve-Stück „Love for Love“. Diese Rolle und die der Belinda in „Provoked Wife“ (von John Vanbrugh, 1697) und Almira in „The Mourning Bride“ (von Congreve) gehörten zu ihren besten Darbietungen. Weitere Rollen waren die Hypolita, in „She Would and She Would Not“ (von Colley Cibber, 1702) und Hillaria in „Tunbridge Walks“ (von Thomas Baker, 1703). Sie spielte die Heldinnen in einigen Tragödien von Nicholas Rowe und in den zeitgenössisch inszenierten Versionen von Shakespeare-Stücken. Bald avancierte sie zu den wichtigsten Mitgliedern der Company und Zuschauerliebling, erkennbar an der Anzahl der Prologe und Epiloge, die sie sprach.
1705 folgte sie Betterton zum Queen’s Theatre am Haymarket. Mit Anne Oldfield fand sie dort eine ernstzunehmende Konkurrentin  um die Zuschauergunst. Es wird erzählt, dass das Publikum entscheiden sollte, welche die beliebteste Schauspielerin sei und das Theater hierfür das Stück „Amorous Widow“ (von Betterton) an zwei aufeinanderfolgenden Abenden ansetzen ließ. Die beiden Rivalinnen spielten jeweils die Rolle der Mrs. Brittle. Als sich herausstellte, dass das Publikum ihre Rivalin bevorzugte, verließ Anne Bracegirdle die Theaterbühne und trat nur noch einmal 1709 zu Bettertons Gunsten auf.
Das Privatleben war Gegenstand vieler Diskussionen. Colley Cibber bemerkte, dass sie in ihrem Privatleben nicht unbeobachtet sei, während Macaulay nicht zögert, sie  als „eine kalte, eitle und interessierte Kokettierende“ zu bezeichnen, „welche perfekt verstand, dass der Einfluss ihres Charmes mit dem Ruf ihrer Unnahbarkeit wuchs, welche sie ohne Aufwand betrieb.“. Ihr wurde unterstellt, heimlich mit Congreve verheiratet, zumindest dessen Geliebte zu sein. Er war zumindest stets ihr enger Freund und hinterließ ihr auch sein Erbe. Sie soll auch prominent als Wohltäterin armer Menschen in Clare Market und in der Umgebung der Drury Lane in Erscheinung getreten sein.

## Cibbers Aufzeichnungen
Colley Cibber beschrieb in seiner 1690 verfassten Autobiografie den erstmaligen Besuch der Company  am Theatre Royal Drury Lane und über Bracegirdles Auftritt:
She had no greater Claim to Beauty than what the most desirable Brunette might pretend to. But her Youth and lively Aspect threw out such a Glow of Health and Chearfulness, that on the Stage few Spectators that were not past it could behold her without Desire.  It was even a Fashion among the Gay and Young to have a Taste or Tendre for Mrs. Bracegirdle… In all the chief Parts she acted, the Desirable was so predominant, that no Judge could be cold enough to consider from what other particular Excellence she became delightful.

Sie erhob keinen größeren Anspruch auf Schönheit als diejenige, welche die begehrtesten Brünetten vorgeben zu besitzen. Aber ihre jugendliche und lebhafte Erscheinung strahlte solch ein Glühen an Gesundheit und Frohsinn aus, dass, wenn sie auftrat, es nur wenige Zuschauer gab, die bei ihrem Anblick nicht der Begierde verfielen. Es war regelrecht eine Mode unter den Fröhlichen und Jungen eine geschmackliche Vorliebe und Hinwendung zu Mrs. Bracegirdle zu haben...  In allen Hauptpartien, in denen sie wirkte, war das Begehrenswerte so dominant, dass kein Kritiker kalt genug sein konnte, darüber nachzudenken, von welcher anderen besonderen Exzellenz sie entzückend wurde.
Cibber war schlicht hingerissen. Er beschreibt seinen eigenen und höchsten (nie erfüllten) Wunsch ein neuer und unauffälliger Angestellter der Company zu werden, nur um „Mrs. Bracegirdles Liebhaber zu spielen“.

## Tödliches Eifersuchtsdrama
1692 ereignete sich in einem Kampf um die Gunst Bracegirdles eine weithin beachtete Tragödie. Der junge Offizier Captain Richard Hill hatte sich in Anne Bracegirdle verliebt. Er war eifersüchtig auf Bracegirdles Kollegen, den (verheirateten) Schauspieler William Mountfort, den er als ihr Liebhaber annahm. Am 9. Dezember 1692 bat er einen Freund, den Aristokraten, aber nichtsdestoweniger berüchtigten Raufbold, Lord Mohun, die Schauspielerin nach einem Auftritt zu entführen. Als es dann dazu kommen sollte, verließ sie aufgrund des Widerstands begleitender Personen der Mut und sie ließen die Schauspielerin ziehen. Enttäuscht von dem Misslingen tranken sie noch etwas in einer angrenzenden Taverne. Der benachbart in der Howard Street (Strand) wohnende und von Bracegirdles Diener alarmierte  Mountfort kam hinzu. Als Mountfort einen abfällige Bemerkung in Richtung des jungen Offiziers Hill machte, sprang dieser auf und ging auf den Schauspieler los. Angeblich wollte Mohun ihn noch zurückhalten (nach Augenzeugenberichten schaute er lediglich zu). Hill tötete Mountfort mit einem Stich in die Brust.
Nach den Angaben Thomas Babington Macaulay wurde Bracegirdle doch erfolgreich entführt, sodass auf ihr Geschrei hin Mountfort hinzueilte und ein langer Schwertkampf stattfand. Nach Mountforts Tod am nächsten Tag floh Hill aus dem Land. Mohun wurde noch am Ort des Geschehens verhaftet und musste sich vor dem Oberhaus strafrechtlich verantworten. In einem Urteil, das weithin Empörung hervorrief, wurde Mohun jedoch am 6. Februar 1693 mit einem Abstimmungsverhältnis 69 zu 14 freigesprochen.
Anne Bracegirdle starb am 12. September 1748. Ihr Wunsch war es, in der Westminster Abbey begraben zu werden, dem auch entsprochen wurde.